# Andy Gray (calciatore 1955)
Andy Gray, all'anagrafe Andrew Mullen Gray (Glasgow, 30 novembre 1955), è un ex calciatore e telecronista scozzese, di ruolo attaccante.

## Biografia
È primatista di reti (5) con la maglia dell'Everton nelle competizioni calcistiche europee.
Dopo il ritiro ha lavorato come telecronista sportivo per varie reti televisive e compare anche come commentatore nel videogioco FIFA 09.

## Palmarès

### Club

#### Competizioni nazionali
- Coppa di Lega inglese: 2

Aston Villa: 1976-1977
Wolverhampton: 1979-1980
- Coppa d'Inghilterra: 1

Everton: 1983-1984
- Charity Shield: 1

Everton: 1984
- Campionato inglese: 1

Everton: 1984-1985
- Campionato scozzese: 1

Rangers: 1988-1989
- Coppa di Lega scozzese: 1

Rangers: 1988-1989

#### Competizioni internazionali
- Coppa delle Coppe: 1

Everton: 1984-1985

### Individuale
- Miglior giocatore della First Division: 1

1975-1976
- Giovane dell'anno della PFA: 1

1977
- Capocannoniere della Coppa delle Coppe: 1

1984-1985 (5 gol)